# Bestarahalli, Mulbagal
Bestarahalli là một làng thuộc tehsil Mulbagal, huyện Kolar, bang Karnataka, Ấn Độ.